# 大きな朝に
「大きな朝に」（おおきなあさに）は、青森県の県庁所在地である青森市が2005年（平成17年）に制定した市民歌。作詞・篠﨑淳之介、作曲・川崎祥悦。
新設合併前の（旧）青森市が制定していた「青森市民歌」（1933年版、1957年版の2代）からの通算上は3代目の市民歌である。

## 解説
青森市は2005年（平成17年）4月1日に南津軽郡浪岡町と新設合併し（新）青森市となった。編入合併の場合と異なり、合併に参加する自治体の一つの名称を引き継いだ場合でも地方自治法上は別個の地方公共団体として扱われるため、合併協議会において個別に取り決めを行わない場合は旧自治体が制定した市民歌は合併当日を以て失効した扱いとなるが、青森市・浪岡町法定合併協議会では「市民歌は、新たに定めるものとする。また、新たに定めるに当たっては、両市町の学識経験者等による検討委員会を設置し、その手法等について具体的な検討を行うこととする」と取り決められ、従来の「青森市民歌」（1957年発表、1972年制定告示）を引き継がず廃止することが正式に決定した。
平成の大合併では合併協議会において「新市民歌制定」を取り決めても履行されないまま放置状態の自治体も珍しくない中、青森市では合併直後から協議会の取り決めに基づいて設置された「シンボル検討委員会」において直ちに3代目市民歌の制定作業が開始された。作詞・作曲はいずれも懸賞募集でなく依頼によるもので、黒石市出身の劇作家で青森県褒賞受賞者の篠﨑が作詞、青森市出身で多くの合唱作品を発表している川崎が作曲を手掛けており、合併から9か月後の12月26日に制定告示が行われた。
青森市役所では「成人式、市の主催する各種のイベント、小中学校の合唱曲として、合唱サークル（任意の市民サークル）などで歌われている」としている。